# グランドオリエンタルみなとみらい

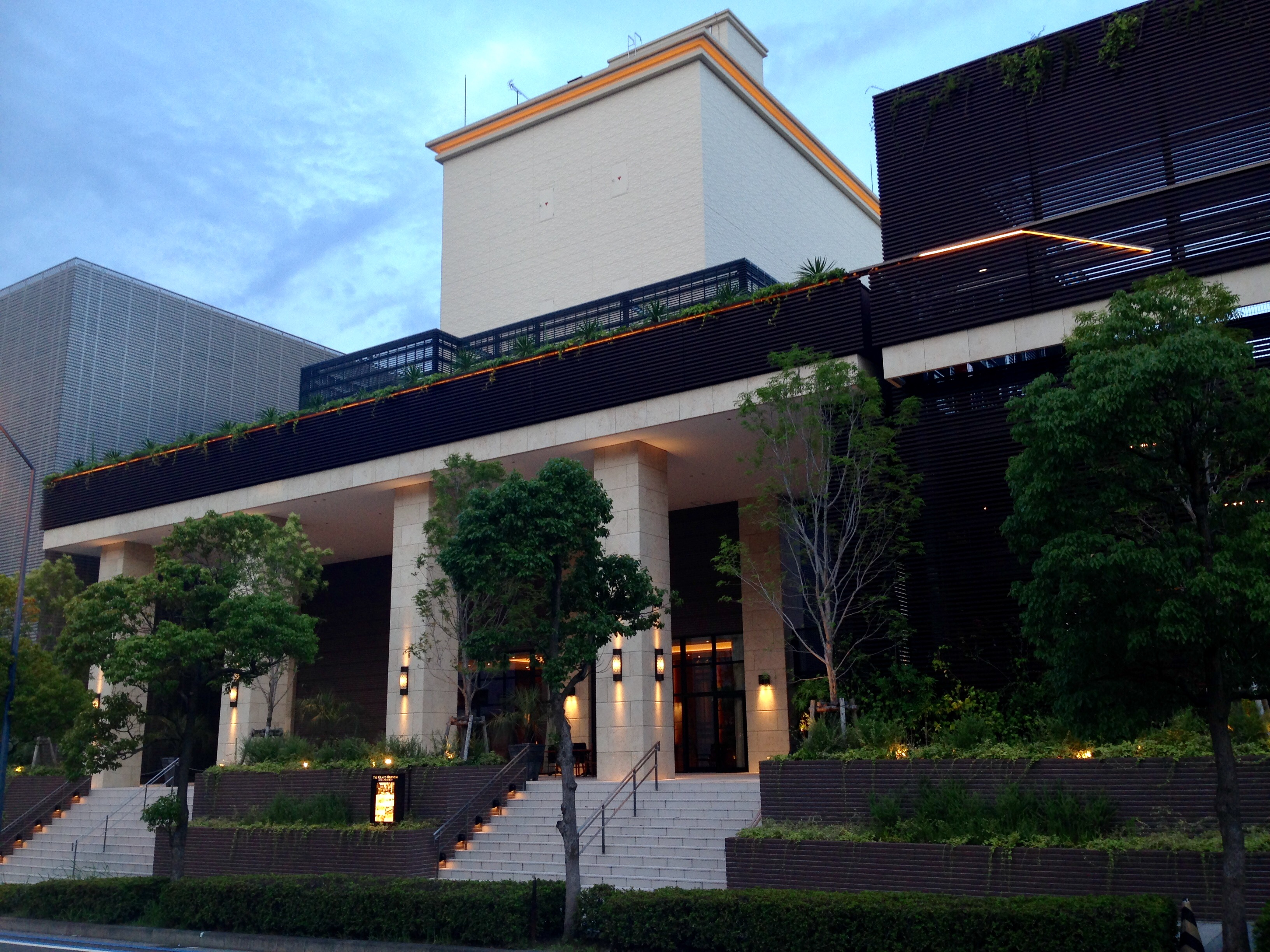
グランドオリエンタルみなとみらい
（エントランスがある南側の外観）

グランドオリエンタルみなとみらい（THE GRAND ORIENTAL MINATOMIRAI）は、神奈川県横浜市中区新港にあるブライダル施設（結婚式場）。2013年11月1日グランドオープン。運営会社は同区日本大通に本社を置くBP（旧社名：ブライダルプロデュース）で、同社が展開する12店舗目の施設であるとともに旗艦店となっている。

## 概要

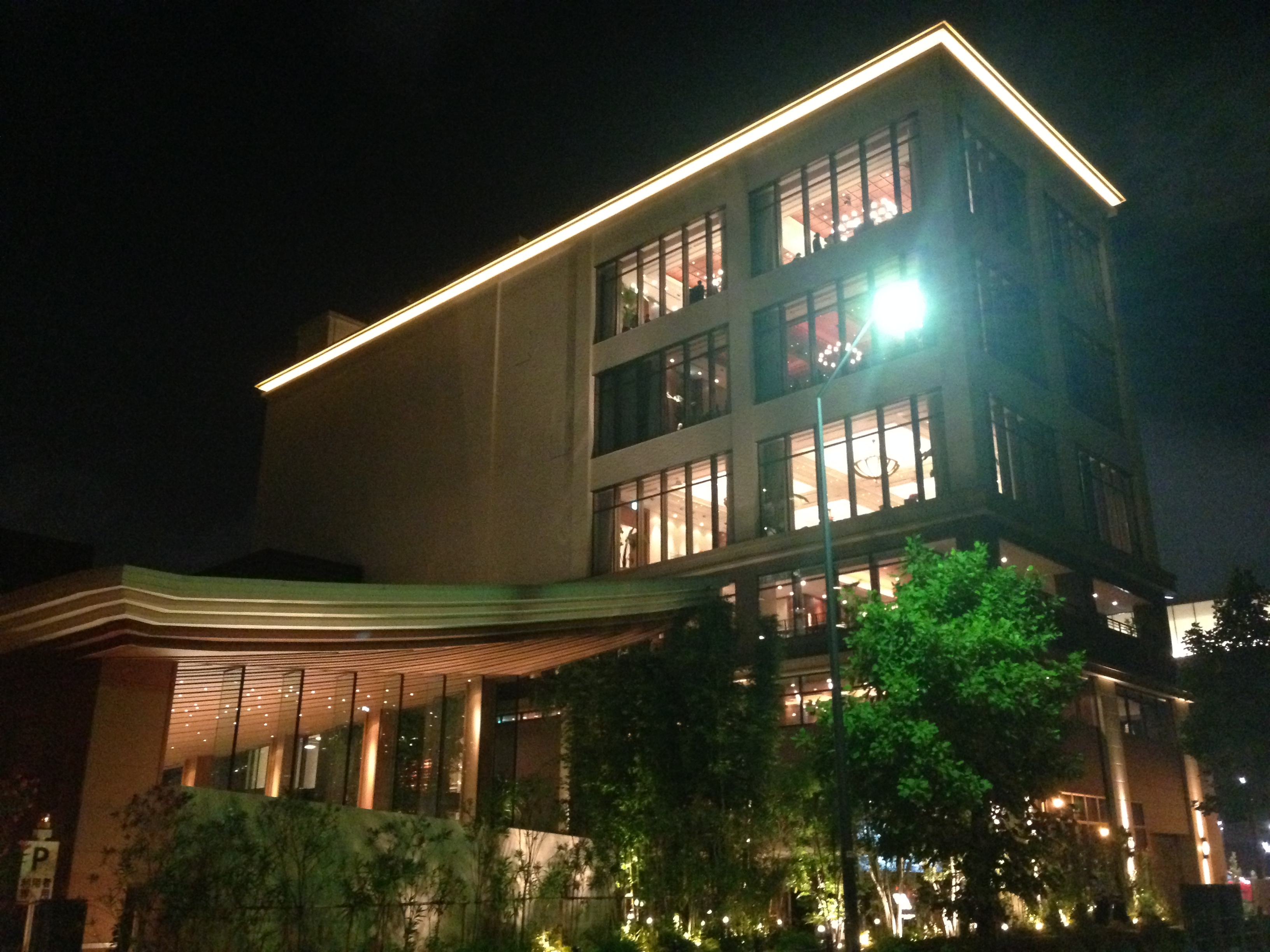
北側の外観

当式場は、横浜赤レンガ倉庫を始め歴史性を継承しながら商業・観光施設が集積しているみなとみらい新港地区に所在しており、1859年の横浜開港当時の桟橋跡に建てられている。建物は6階建て・延べ床面積約7,200m2で、2012年11月に着工、2013年10月の竣工となった。そして同月中の29日にオープニングセレモニーを開催、11月1日にはグランドオープンを迎えている。
式場内には海を望めるバンケット（披露宴会場）に加え、チャペルやコンサートホールとして開放されている「サウンドホール」（音楽堂）、当式場利用者以外の一般客も利用できるレストラン、アートギャラリーも併設されている。当式場は結婚する2人が人生の大海原に乗り出していくことをイメージして「航海 (VOYAGE)」をコンセプトとしており、式場内の随所に航海をイメージした装飾などが施されている。
みなとみらい地区内では当式場の他にも、2014年2月に当式場の近接地（16街区）に開業した「アニヴェルセル みなとみらい横浜」というブライダル施設があり、2016年3月には同じく近接地（4街区）の「MARINE & WALK YOKOHAMA」内にウェディングゲストハウス「BAYSIDE GEIHINKAN VERANDA minatomirai （ベイサイド ゲイヒンカン ヴェランダ ミナトミライ）」がオープンしている。さらに同地区内のホテルでもブライダル（結婚式）関連プランを強化するなど、ブライダル産業が盛り上がりを見せている。

## 式場・挙式スタイルの特徴

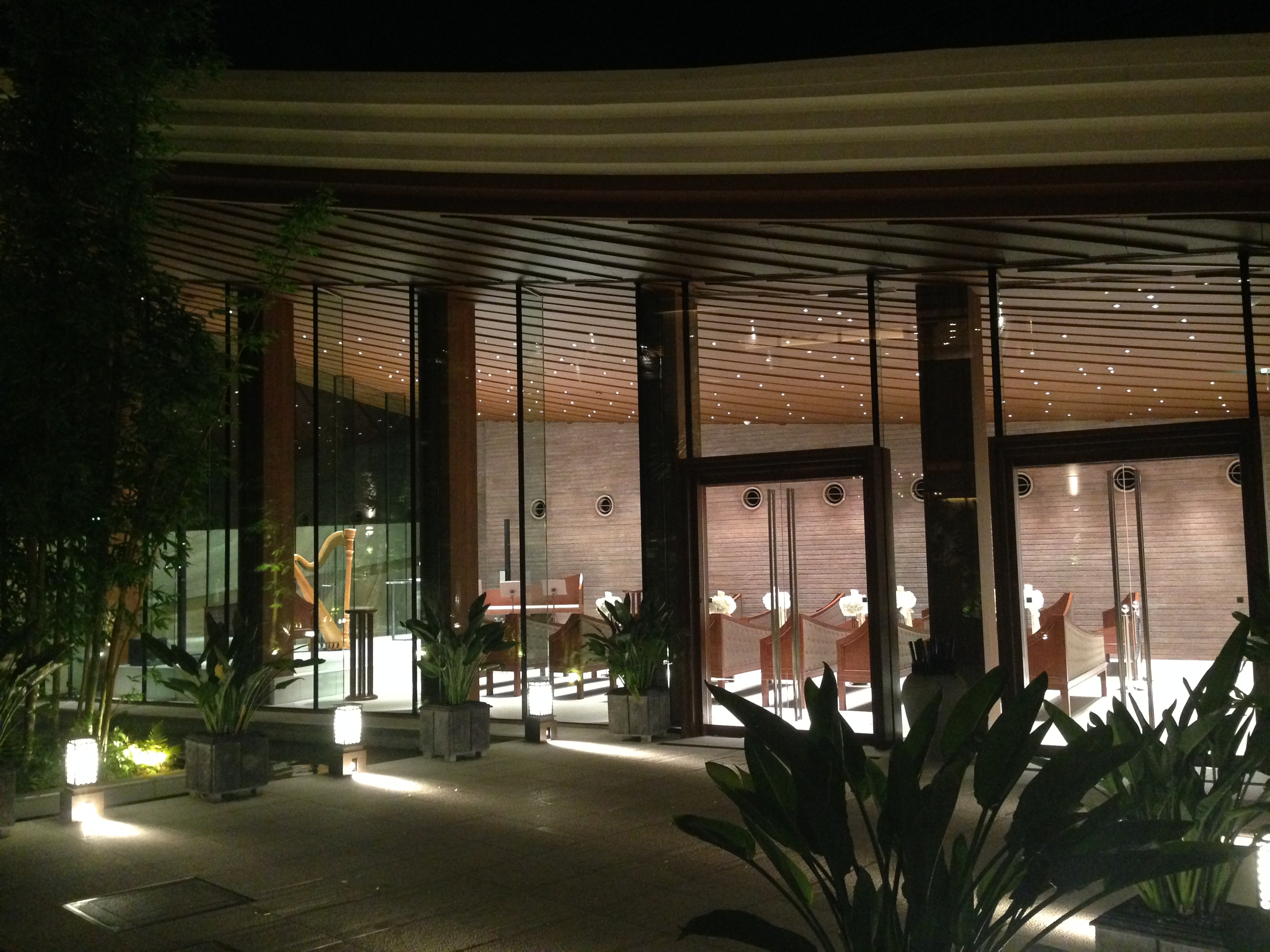
サウンドホール（音楽堂）

敷地内にある「サウンドホール」（音楽堂）にて、それぞれのスタイルに合った自由度の高い挙式が行える。挙式スタイルは「教会式」、「洋装人前式」、「和装人前式」から選択することができる（詳細は公式サイト内「ウエディング」を参照）。この他、当式場と提携している伊勢山皇大神宮での神前式スタイルの挙式も可能である。
一方、パーティルーム（バンケット、披露宴会場）は船内をイメージした最上階の「ハーバールーム」、ノスタルジックな雰囲気の「マグノリアルーム」、エキゾチックなデザインが施されている「シャングリラルーム」、プール付きのテラスと行き来できるオリエンタルな雰囲気の「ガーデンルーム」といった4つの部屋の中から選択することができる（詳細は公式サイト内「ご宴会・各種パーティ」を参照）。

## 付帯施設

### ガーデン レストラン
レストラン「ガーデンルーム」は当式場の1階に併設されたフレンチ・レストランで、当式場開業後の2013年11月5日にオープンした。屋外にはオープンテーブル（テラス）が設置されており、また屋上の「オーシャンテラス（THE OCEAN'S BAR）」も夏季限定で営業している。詳細は公式サイト内「レストラン・バー」を参照。

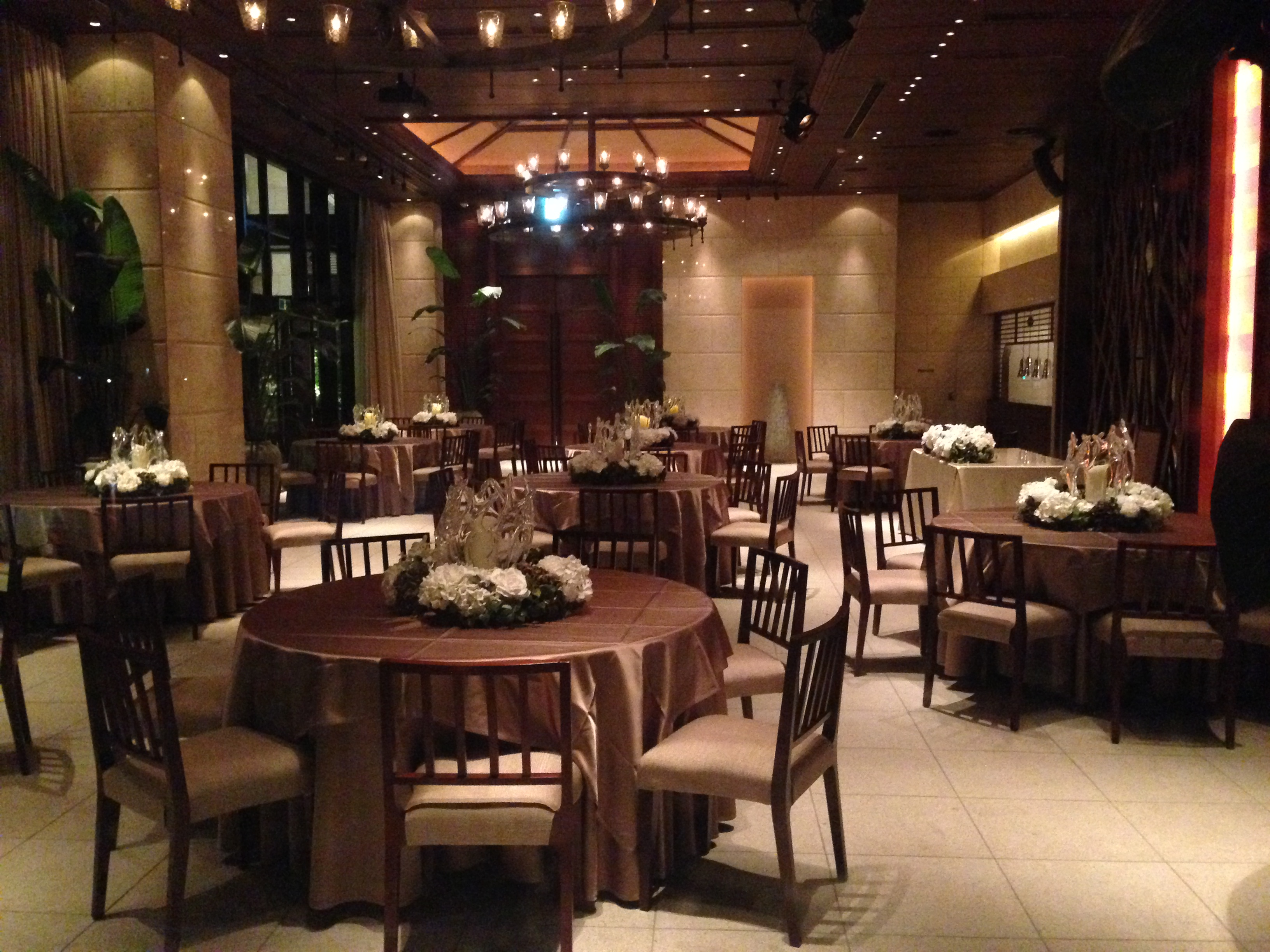
レストラン内の様子
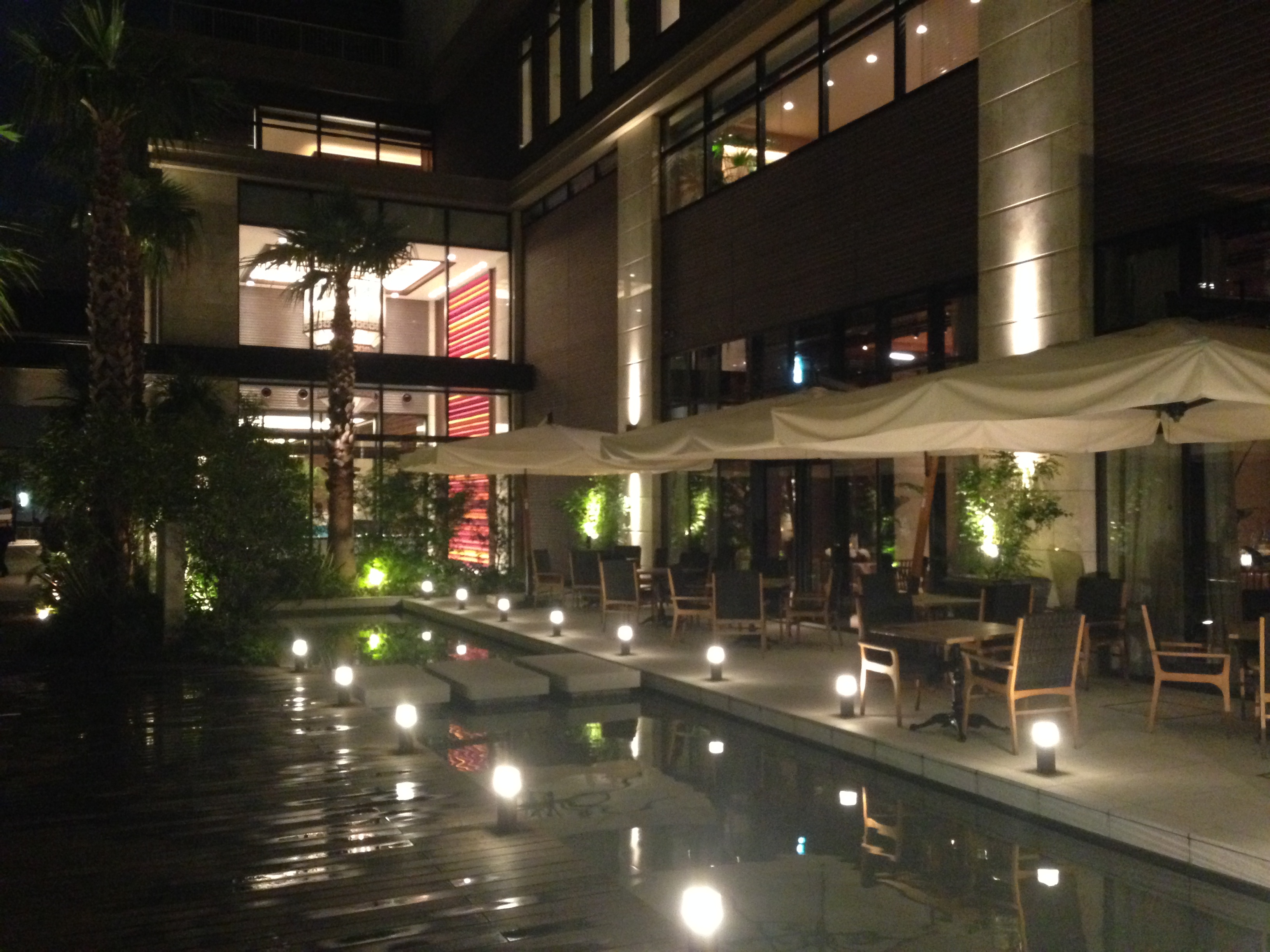
レストランのオープンテーブル

### アートギャラリー
式場内にはアートギャラリーが併設されており、式場利用者以外の一般客にも開放されている。また、現代アートのオンライン販売や展覧会の企画・運営などを行うタグボートとの共催で『横浜アートコンペティション』（公募展）を開催しており、受賞作品は当式場内のギャラリーでも展示されている。

## サービス
結婚式の前よりワークショップを定期的に開催している。結婚する2人がこれからの人生のテーマを決め、挙式当日にはそのテーマに合わせたメッセージが贈られる。また各人の記念日に合わせて様々なサービスを行う、「記念日コンシェルジュ」というサービス（式場利用者に限らず誰でも利用可能）もある。

## 所在地・アクセス
神奈川県横浜市中区新港2-3-2
- みなとみらい線「みなとみらい駅」から徒歩約10分。
- JR「桜木町駅」から徒歩約15分。

## 施設ギャラリー

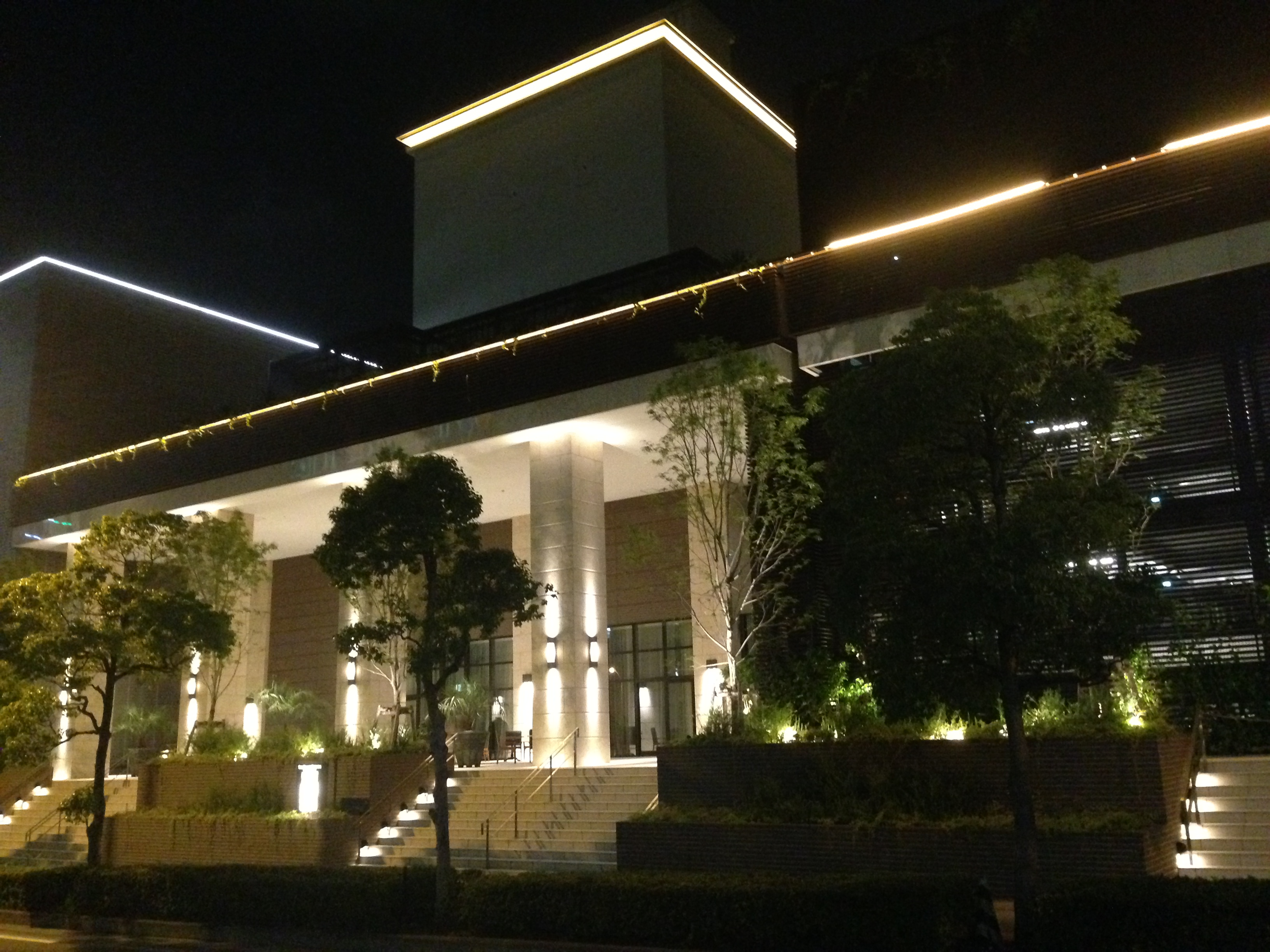
南側の外観（夜間ライトアップ）
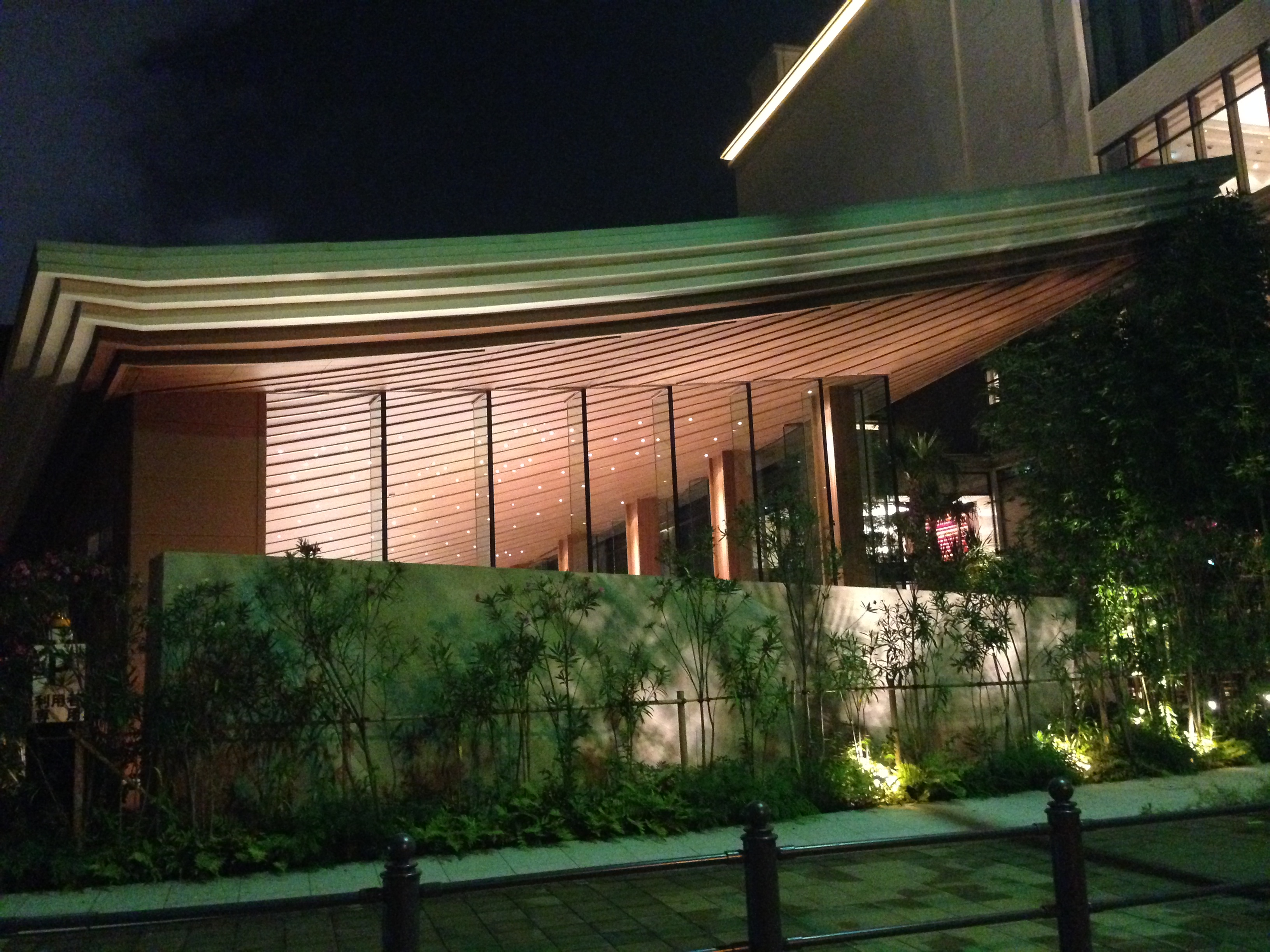
サウンドホール（音楽堂）の外観
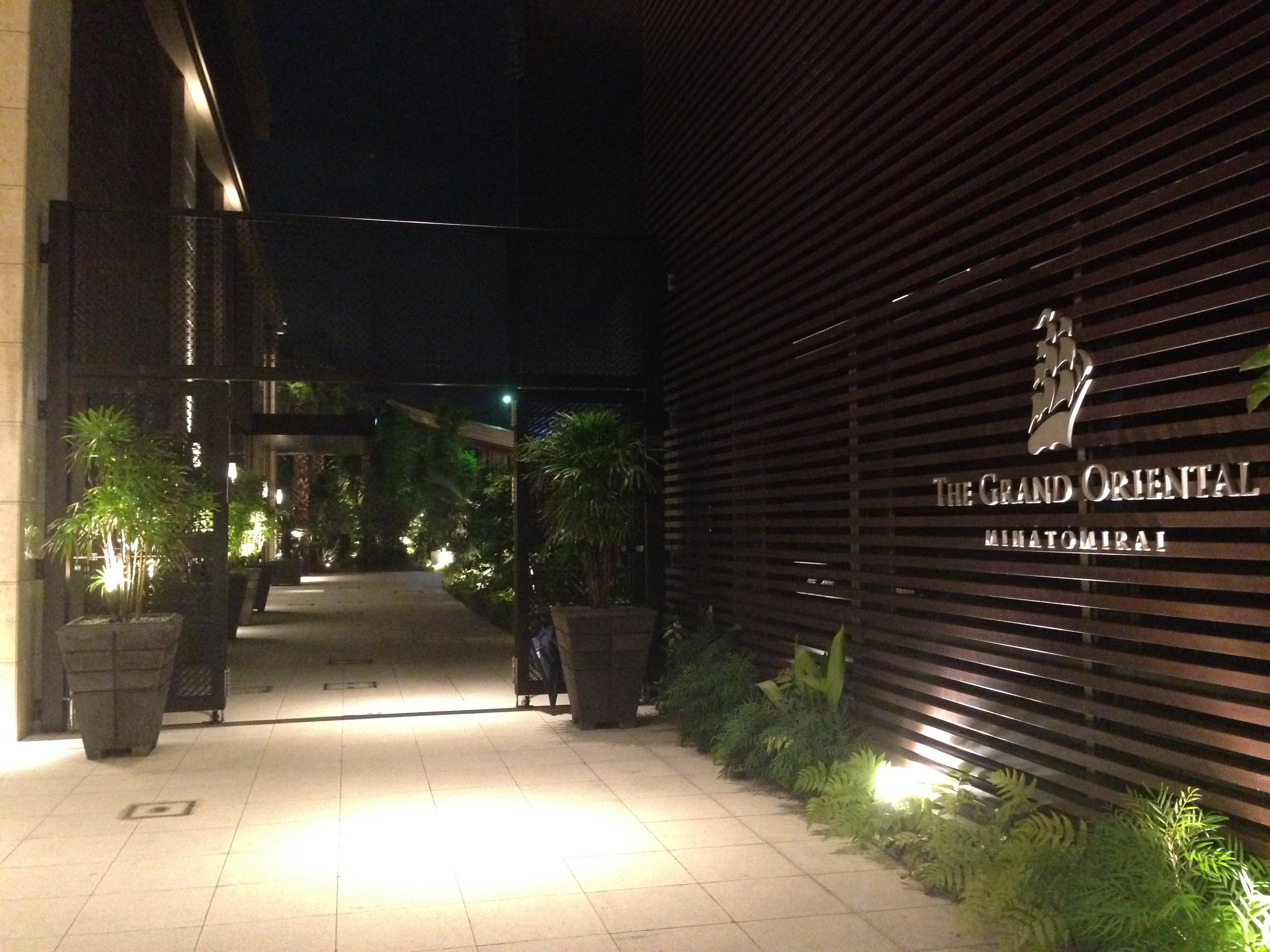
当式場のエントランス付近
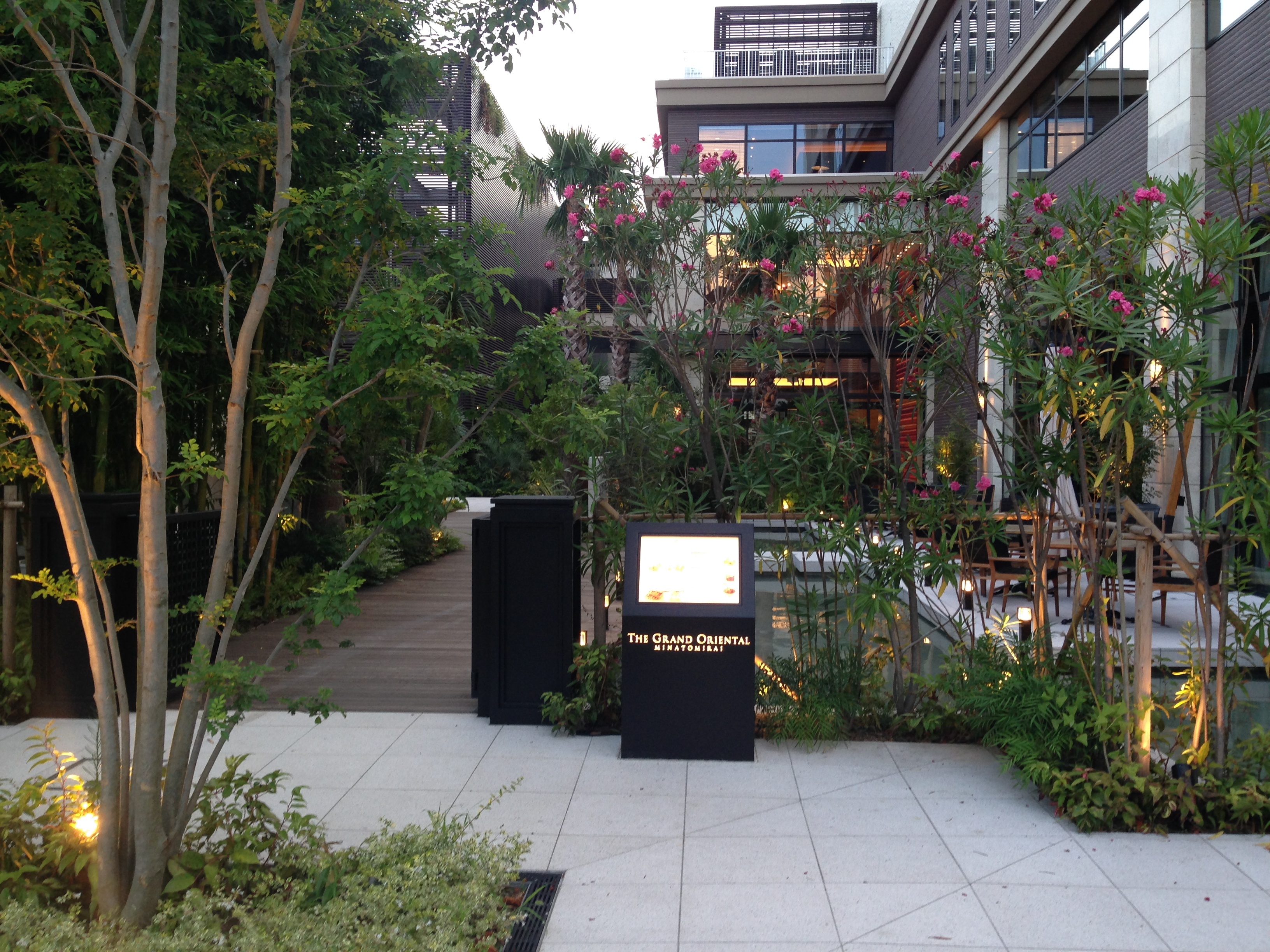
北側入口付近
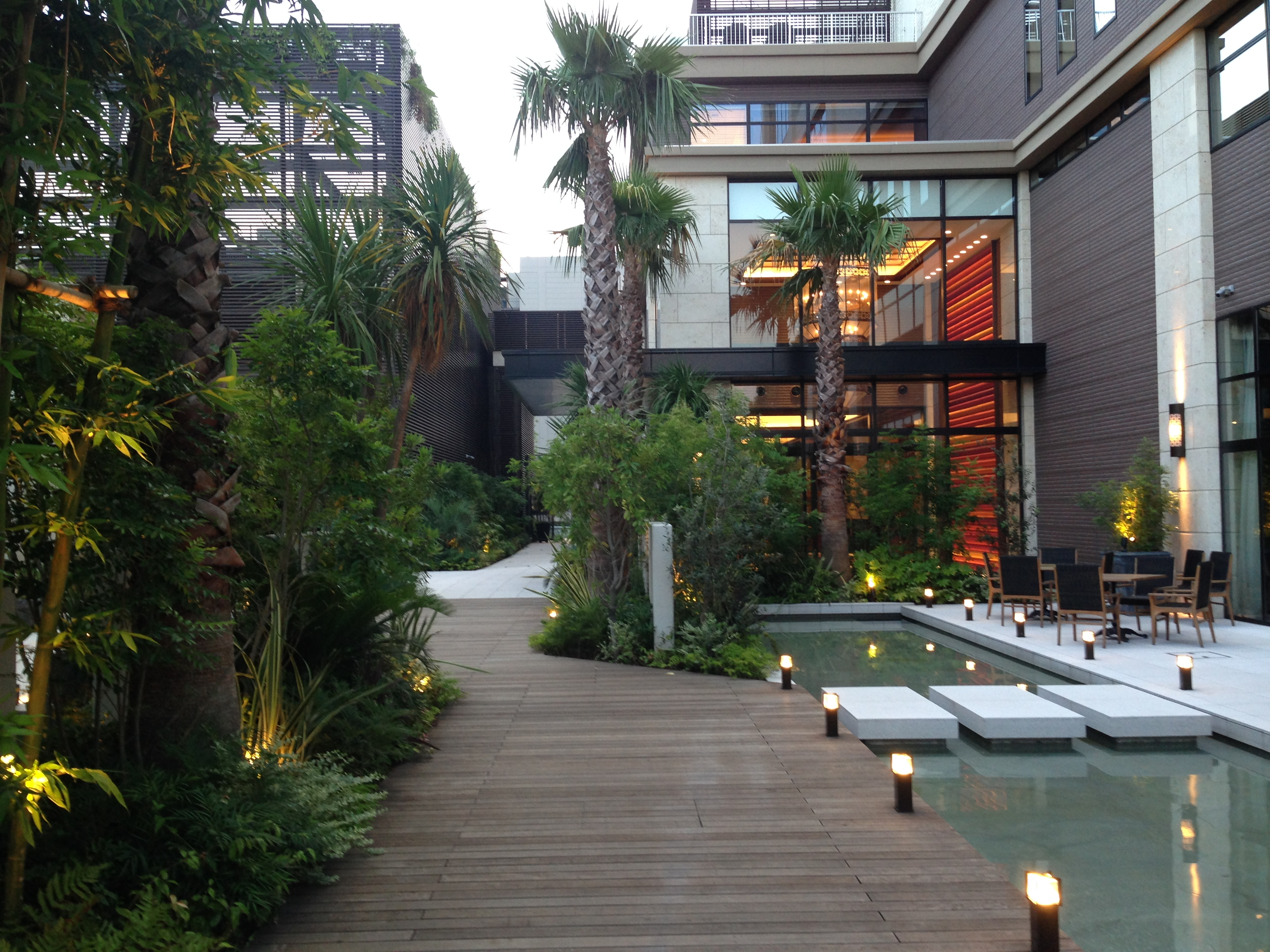
敷地内通路（右側にはレストランのオープンテーブルがある）
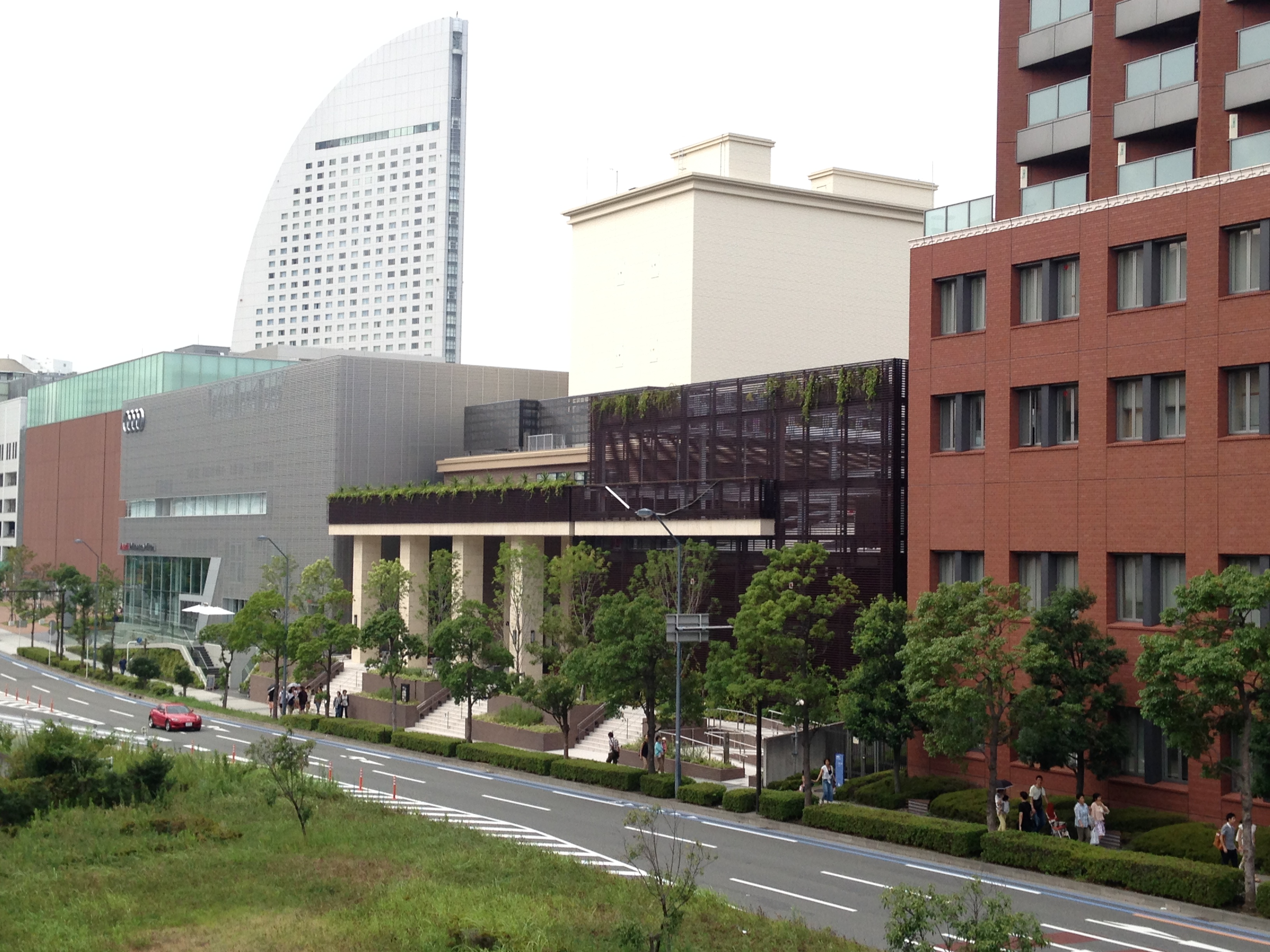
当式場は「JICA横浜国際センター」や「Audi みなとみらい」の並びにある

## その他
震災後の開発決定
横浜市港湾局により当地の開発事業予定者が「ブライダルプロデュースに決定した」と発表されたのは2011年3月初旬のことであるが、直後に東日本大震災が発生し同社の仙台にある2店舗も営業再開の目処が立たない状況となった。さらに首都圏においても先行きが不透明であったことから当式場の計画についても見直しが検討されたが、最終的には社長の今野竜太がゴーサインを出したことで開発プロジェクトを進めていく方針が決まった。
隣接地の施設
みなとみらい地区の中では11-2街区の一角（東側）に立地しており、西側には同街区の施設としてAudi みなとみらいと安藤百福発明記念館 横浜（カップヌードルミュージアム 横浜）が並び、東側の11-1街区にはJICA横浜国際センター（赤レンガ国際館）が隣接している。